# IAS machine
L'IAS machine fu il primo computer digitale costruito dall'Institute for Advanced Study (IAS) di Princeton (Stati Uniti). Il documento che descrisse il progetto dell'IAS machine fu realizzato da John von Neumann, (vedi architettura di von Neumann).  L'IAS machine fu in grado di eseguire le prime operazioni nell'estate del 1951 e divenne completamente operativo il 10 giugno 1952.

## Architettura
La memoria di sistema era di 1024 parole, in numerazione binaria, ciascuna da 40 bit. Gli interi erano rappresentati con una parola da 40 bit mentre le istruzioni, da 20 bit, erano rappresentate a coppie in una singola parola di 40 bit. Dei venti bit di ciascuna istruzione, otto erano deputati a identificare l'istruzione stessa, mentre i restanti 12 ospitavano un indirizzo a una parola della memoria. I numeri negativi erano rappresentati in complemento a due. Il sistema aveva due registri, l'accumulatore (AC) e il moltiplicatore/quoziente (MQ).
Sebbene molti dichiarino che questa fu la prima macchina a mescolare dati e istruzioni, il primato in questa tipologia di organizzazione dei dati è, in realtà, della Small-Scale Experimental Machine della Victoria University of Manchester, che dal 1948 implementava questa gestione.
Von Neumann mostrò che fondere dati e istruzioni poteva facilitare la realizzazione di loop, modificando la condizione di salto quando fosse stato necessario uscire dal ciclo. Il mischiare dati e istruzioni comunque può portare a problemi di accesso alla memoria, con conseguente rallentamento dell'intero sistema.
Sebbene il progetto originario prevedesse, per la memoria, l'utilizzo di valvole termoioniche chiamate RCA Selectron, i problemi di sviluppo delle valvole spinsero gli sviluppatori a utilizzare i tubi Williams. Per realizzare la memoria furono utilizzate 2300 di tali valvole. Il tempo di somma era di 62 microsecondi mentre le moltiplicazioni venivano svolte in 713 microsecondi. Il computer funzionava in modalità asincrona: non esisteva un clock centrale e un'istruzione veniva eseguita appena l'istruzione precedente era completata.

## Derivati dell'IAS machine
I progetti furono distribuiti a università, società e privati interessati alla macchina. Questo portò alla realizzazione di quindici macchine derivate dall'IAS machine, che mostrarono vari gradi di compatibilità con l'originale.
Tra i derivati si segnalano:
- AVIDAC (Argonne National Laboratory)
- BESK (Stoccolma)
- BESM (Mosca)
- CYCLONE (Iowa State University)
- ILLIAC I (Università dell'Illinois all'Urbana-Champaign)
- GEORGE (Argonne National Laboratory)
- JOHNNIAC (RAND)
- MANIAC I (Los Alamos National Laboratory)
- MISTIC (Michigan State University)
- ORACLE (Oak Ridge National Laboratory)
- ORDVAC (Aberdeen Proving Ground)
- SILLIAC (University of Sydney)
- SMIL (Lund University)
- WEIZAC (Weizmann Institute)